# تسوباسا أوشيما
تسوباسا أوشيما (باليابانية: 大島 翼) (9 ديسمبر 1983 في أغيو في اليابان – )؛ هو لاعب كرة قدم ياباني سابق كان يلعب كمدافع.

## وصلات خارجية
- تسوباسا أوشيما على موقع رابطة كرة القدم اليابانية للمحترفين (اليابانية)
- تسوباسا أوشيما على موقع Soccerway.com (الإنجليزية)
- تسوباسا أوشيما على موقع عالم كرة القدم.نت (الإنجليزية)